# George van Rossem
George van Rossem (født 30. maj 1882 i Haag, død 14. januar 1955) var en nederlandsk fægter, som deltog i flere olympiske lege i begyndelsen af 1900-tallet.
Van Rossem var første gang med ved de olympiske mellemlege 1906 i Athen, hvor han stillede op i alle to fægtediscipliner. I fleuret gik han ikke videre fra indledende runde, mens han i sabel blev nummer to i sin indledende pulje, hvorpå en tredjeplads i semifinalen ikke var nok til at kvalificere ham til finalen. Ved legene blev der også i sabelkonkurreret i først til tre træffere. Her blev van Rossem i indledende pulje nummer to, hvilket også blev hans placering i finalen, hvilket vil sige, at han vandt sølv. Endelig deltog han i sabelfægtning på det hollandske hold, der vandt bronze blandt de fire hold, der deltog.
Ved OL 1908 i London stillede van Rossem op i kårde og sabel. I den individuelle kårdekonkurrence sluttede han med en enkelt sejr sidst i sin indledende pulje og var dermed ude af konkurrencen. I holdturneringen tabte hollænderne i indledende runde til Storbritannien med 7-9, og hollænderne blev samlet nummer ni. I sabel vandt van Rossem sin indledende pulje, men kom med en tredjeplads ikke videre fra anden runde. I holdturneringen i sabel tabte Holland sin indledende kamp til Bøhmen med 7-9 og var dermed ude af turneringen.
Ved legene i 1912 i Stockholm deltog van Rossemm i kårde og sabel. Individuelt blev han sidst i sin indledende pulje i kårde og var dermed ude af konkurrencen. I kårdeholdkonkurrencen gik Holland med van Rossem direkte i semifinalen, hvor holdet i to forsøg slog Storbritannien (10-10 og 10-8), ligeledes i to forsøg slog Bøhmen (8-8, sejr uden kamp) samt slog Danmark 10-7. I finalerunden blev det til nederlag til Belgien (10-8) og Sverige (11-10), mens sejren på 10-9 over Storbritannien sikrede holdet bronzemedaljen. I sabelholdkonkurrencen kvalificerede Holland og van Rossem sig med en andenplads i indledende runde og en andenplads i semifinalen til finalen. Her blev det til klare nederlag til Ungarn (13-3) og Østrig (9-3), mens det med en kneben sejr over Bøhmen (8-8, færrest modtagne træffere) lykkedes at vinde bronzemedaljen.
Van Rossem deltog i sine sidste olympiske lege i OL 1920 i Antwerpen, hvor han kun stillede op på sabelholdet. Her kæmpede alle mod alle, og hollænderne tabte til Italien og Frankrig, men vandt over Belgien, Storbritannien, Danmark og Tjekkoslovakiet, hvorved de sikrede sig en ny bronzemedalje.
Efter afslutningen af sin aktive karriere arbejdede van Rossem i en periode på det organisatoriske plan. Han var således præsident for den internationale fægteorganisation 1925-1928, generalsekretær for organisationskomiteen for sommer-OL 1928 i Amsterdam samt kasserer i den hollandske olympiske komité 1930-1946.